# Porotrichum variifolioides
Porotrichum variifolioides là một loài Rêu trong họ Neckeraceae. Loài này được (De Sloover) Enroth mô tả khoa học đầu tiên năm 2004.